# Ferdinand Fischer (Politiker, August 1840)

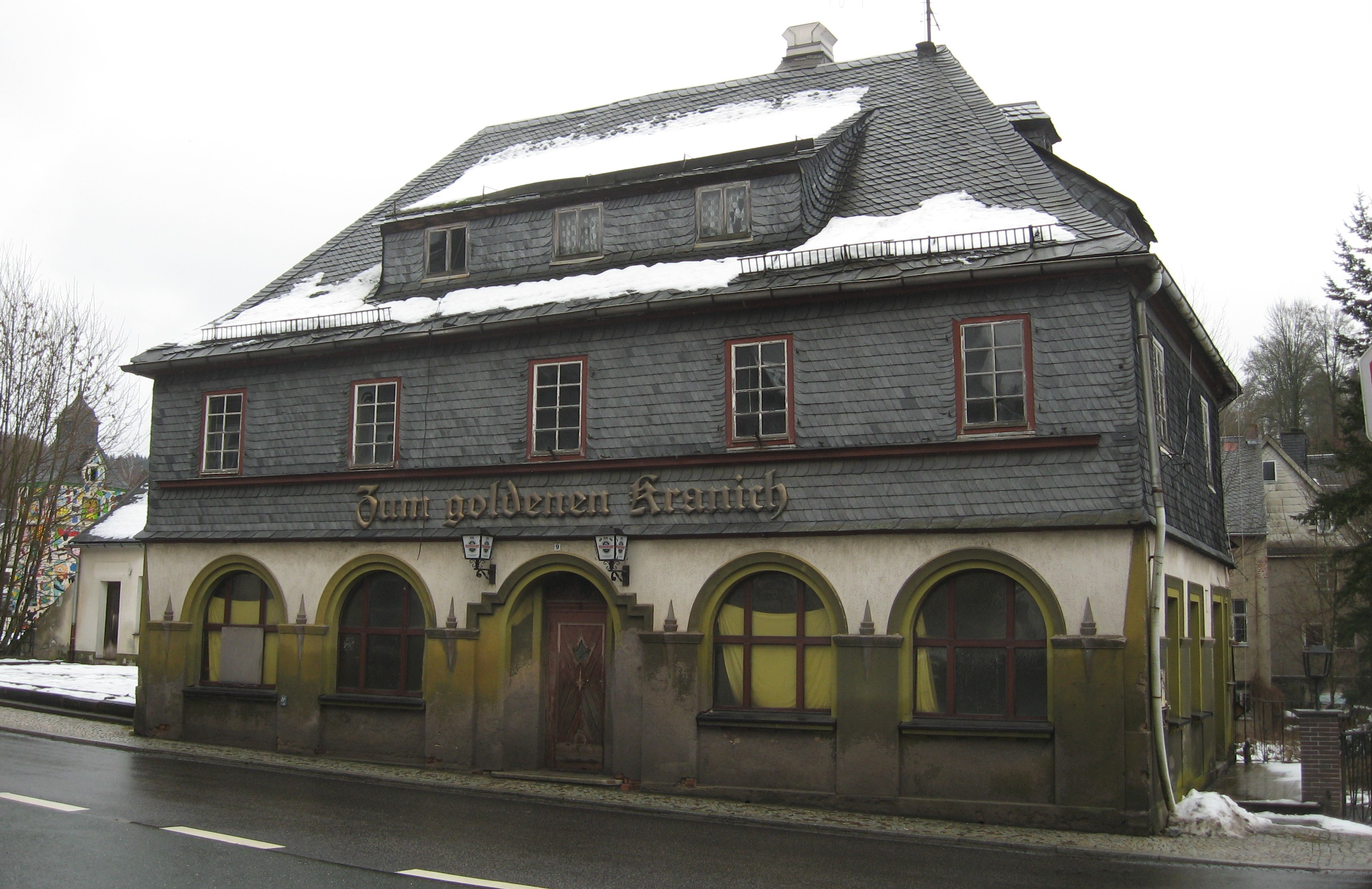
Fischers Gastwirtschaft Zum goldenen Kranich in Wurzbach

Wilhelm Karl Ferdinand Fischer (* 31. August 1840 in Gefell; † 28. Januar 1934 in Wurzbach) war ein deutscher Gastwirt und Politiker.

## Leben
Fischer war der Sohn des preußischen Posthalters, Gutsbesitzers und Gastwirts Heinrich Louis Fischer in Gefell und dessen Ehefrau Antonia Magdalena geborene Degen aus Gefell. Er war evangelisch-lutherischer Konfession und heiratete am 22. September 1868 in Wurzbach Marie Karoline Fischer (* 25. Dezember 1848 in Wurzbach; † 9. Mai 1920 ebenda), die Tochter des Fleischermeisters und Gastwirts Johann Gottlieb Friedrich Fischer in Wurzbach.
Fischer war Ökonom in Gefell und später Besitzer eines Gasthofs und Landwirt in Wurzbach. 1866 nahm er als Leutnant am Deutschen Krieg und 1870/71 am Deutsch-Französischen Krieg teil.
Vom 31. Oktober 1880 bis zum 22. September 1883 war er Abgeordneter im Landtag Reuß jüngerer Linie. Daneben war er langjährig Mitglied im Gemeinderat und des Bezirksausschusses.